# Вологодська обласна картинна галерея
Вологодська обласна картинна галерея (рос. Вологодская областная картинная галерея) — художня галерея в місті Вологда (Росія). Створена 1952 року на базі художнього відділу Обласного краєзнавчого музею, відкрито 12 лютого 1954 року. Єдина в області картинна галерея.

## Фонди музею
До колекції галереї належать роботи Дж. Доу, В. М. Васнецова, М. В. Нестерова, М. О. Врубеля, О. М. Бенуа, О. О. Борисова, М. П. Клодта, М. О. Клодта, А. І. Куїнджі, К. Я. Крижицького, І. К. Айвазовського, І. І. Левітана, С. Ю. Жуковського, В. В. Верещагіна, І. Е. Рєпіна, В. Д. Полєнова, М. Х. Аладжалова, І. П. Богданова. Представлені картини вологодських художників Д. Т. Тутунджан, В. Н. Корбакова, Г. І. Попова, Я. Ю. Крижевського, А. В. Пантелєєва, C. І. Маркіна та ін.
Всього 28 982 одиниць зберігання, з них 27 894 предметів основного фонду.

## Структура галереї
- Центральний виставковий зал (Кремлівська площа, 3) розміщено в будівлі Воскресенського собору, зведеного в 1772—1776 роках вологодським архітектором Златицьким. Тут експонуються давньоруське мистецтво, російське мистецтво XVIII — початку XX століть, радянське і західноєвропейське мистецтво, роботи вологодських художників і графіків, твори російської оригінальної графіки XIX — початку XX століття.
- Шаламовскій будинок (вулиця Сергія Орлова, 15) в ньому розташовується колекція російського і західно-європейського мистецтва. У той же час в будинку знаходиться Меморіальний музей В. Т. Шаламова.
- Музейно-творчий центр народного художника Росії В. Н. Корбакова — виставка художніх робіт Володимира Миколайовича Корбакова 1950-2000-х років.[5]
- Експозиційно-виставковий центр сучасного мистецтва.[6]
- Меморіальна майстерня А. В. Пантелєєва (вулиця Козльонська, 4).[7]

## Галерея

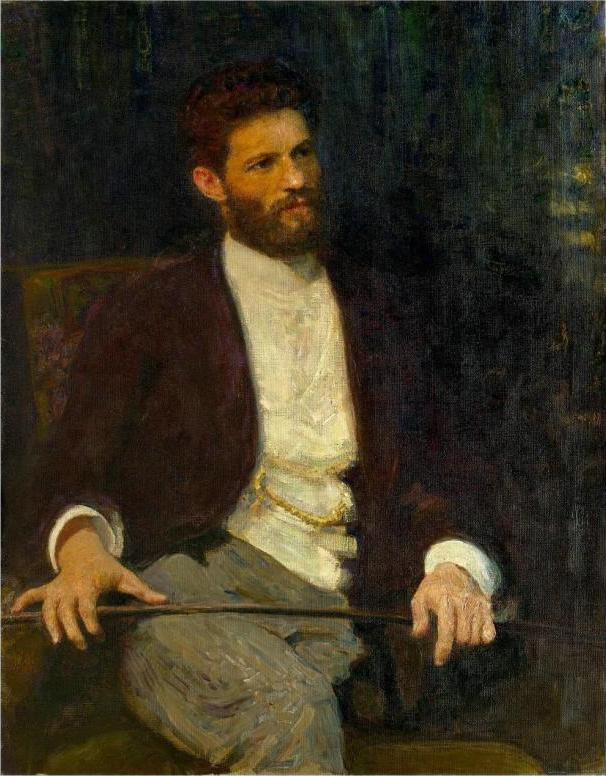
Ілля Рєпін. Портрет скульптора Марка Матвійовича Антокольського
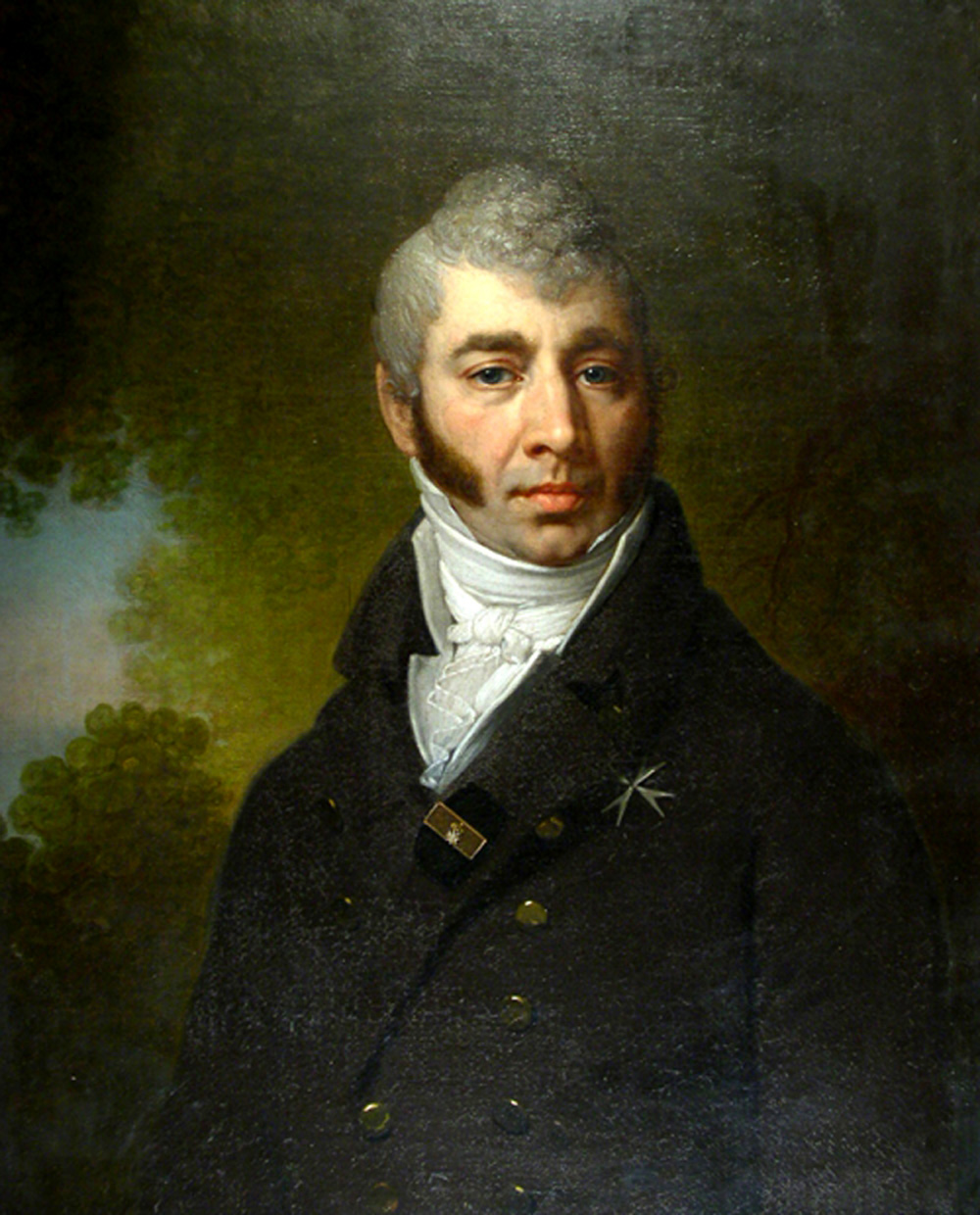
Володимир Боровиковський. Портрет невідомого
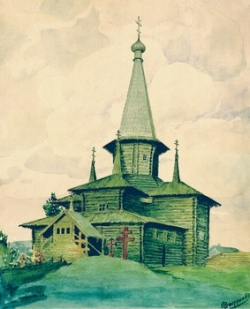
Феодосій Вахрушов. Богородицька церква в селе Заячерич'є
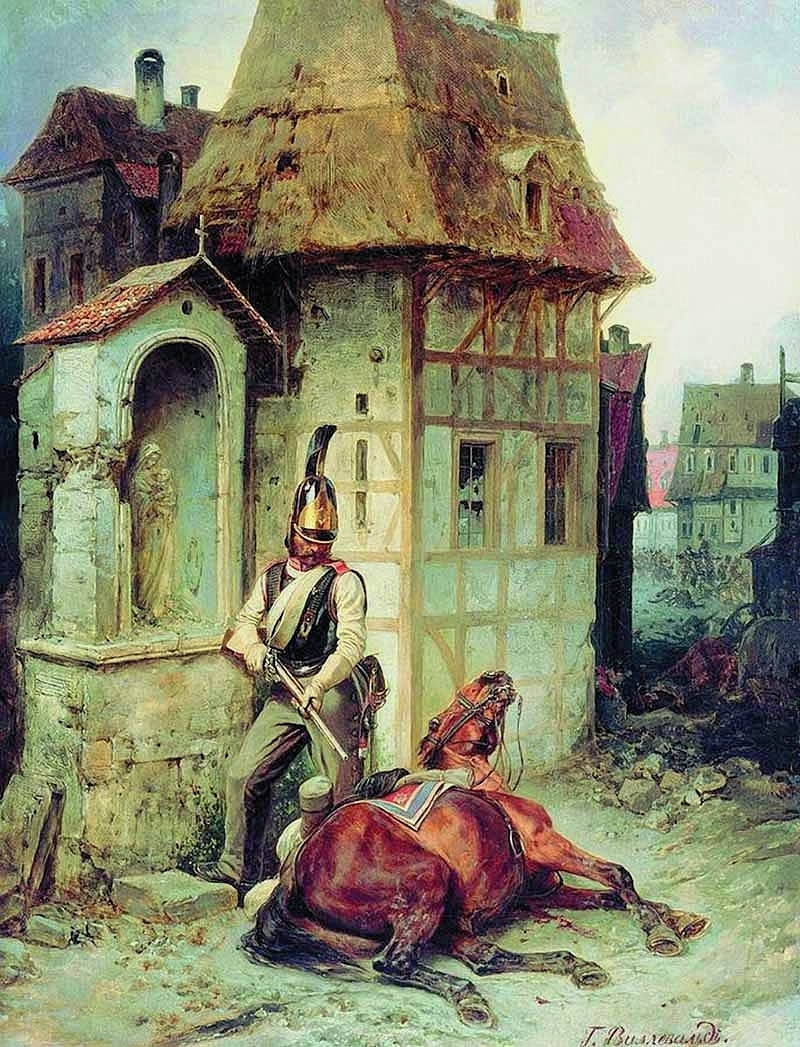
Богдан Віллевальде. Сьогодні - ти, завтра - я!
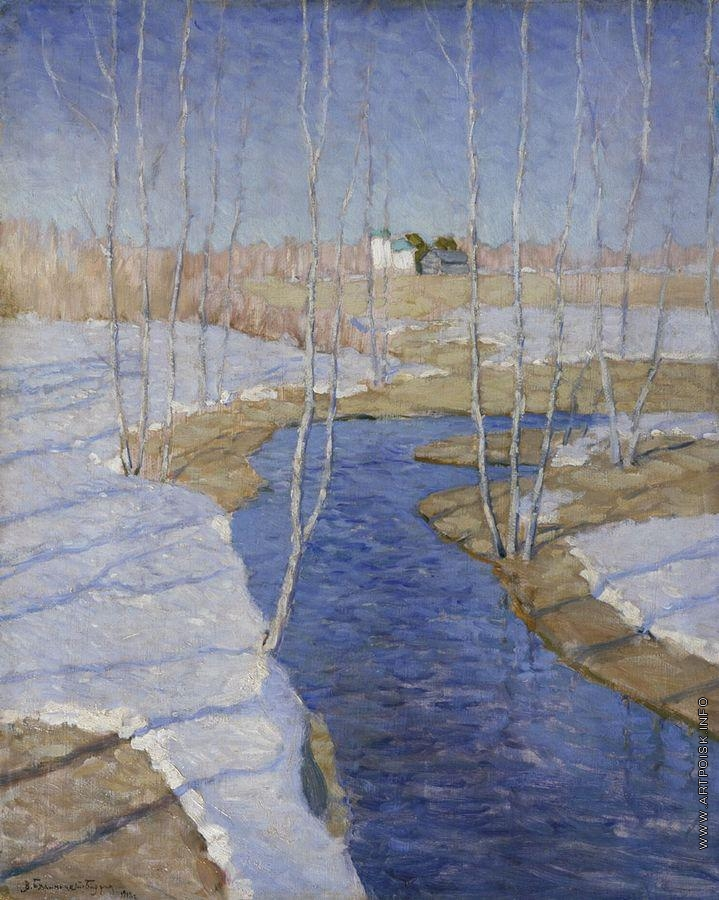
Вітольд Бялиніцький-Біруля. Ранньою весною
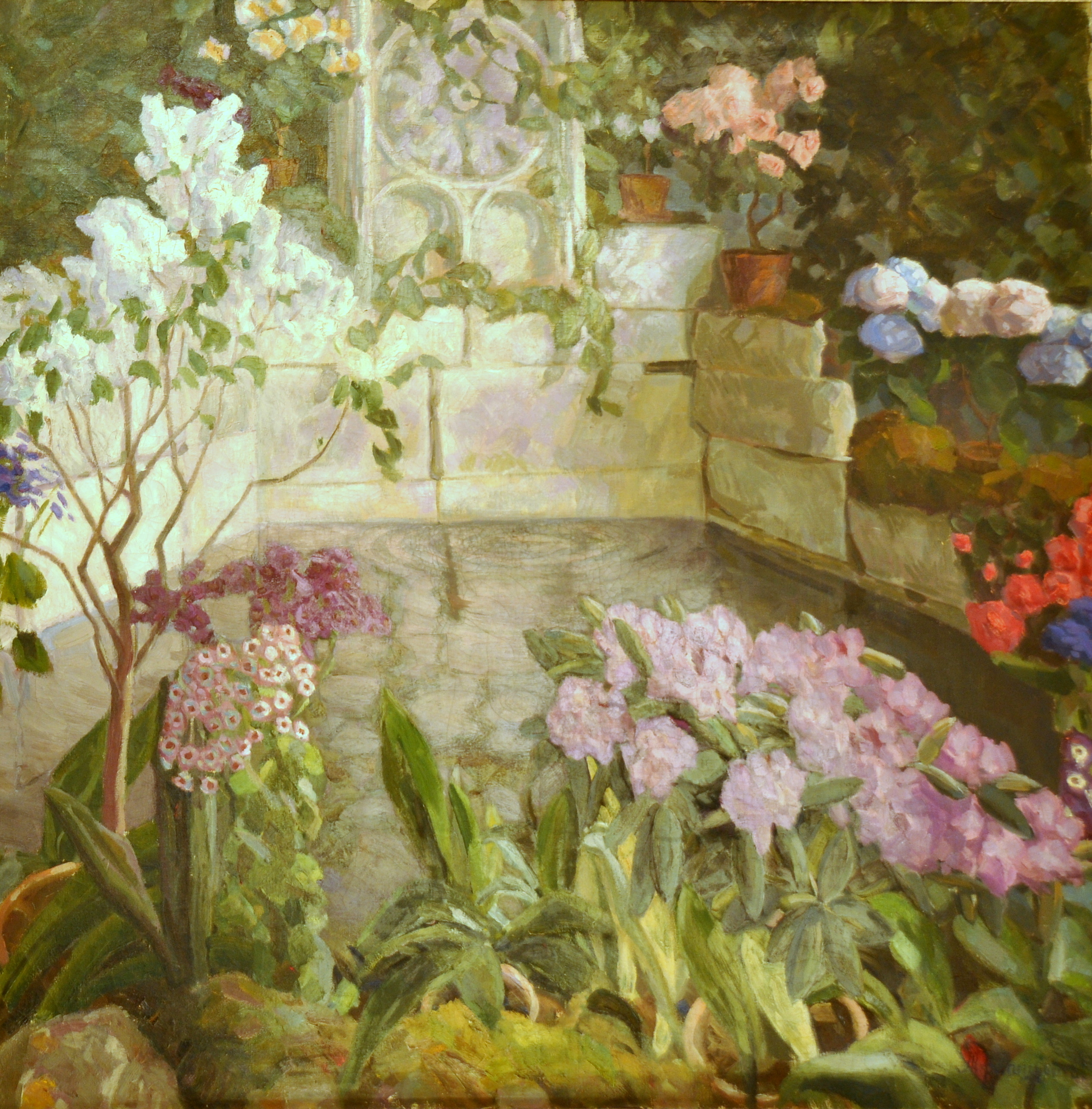
Азарий Трапіцин. Водойма
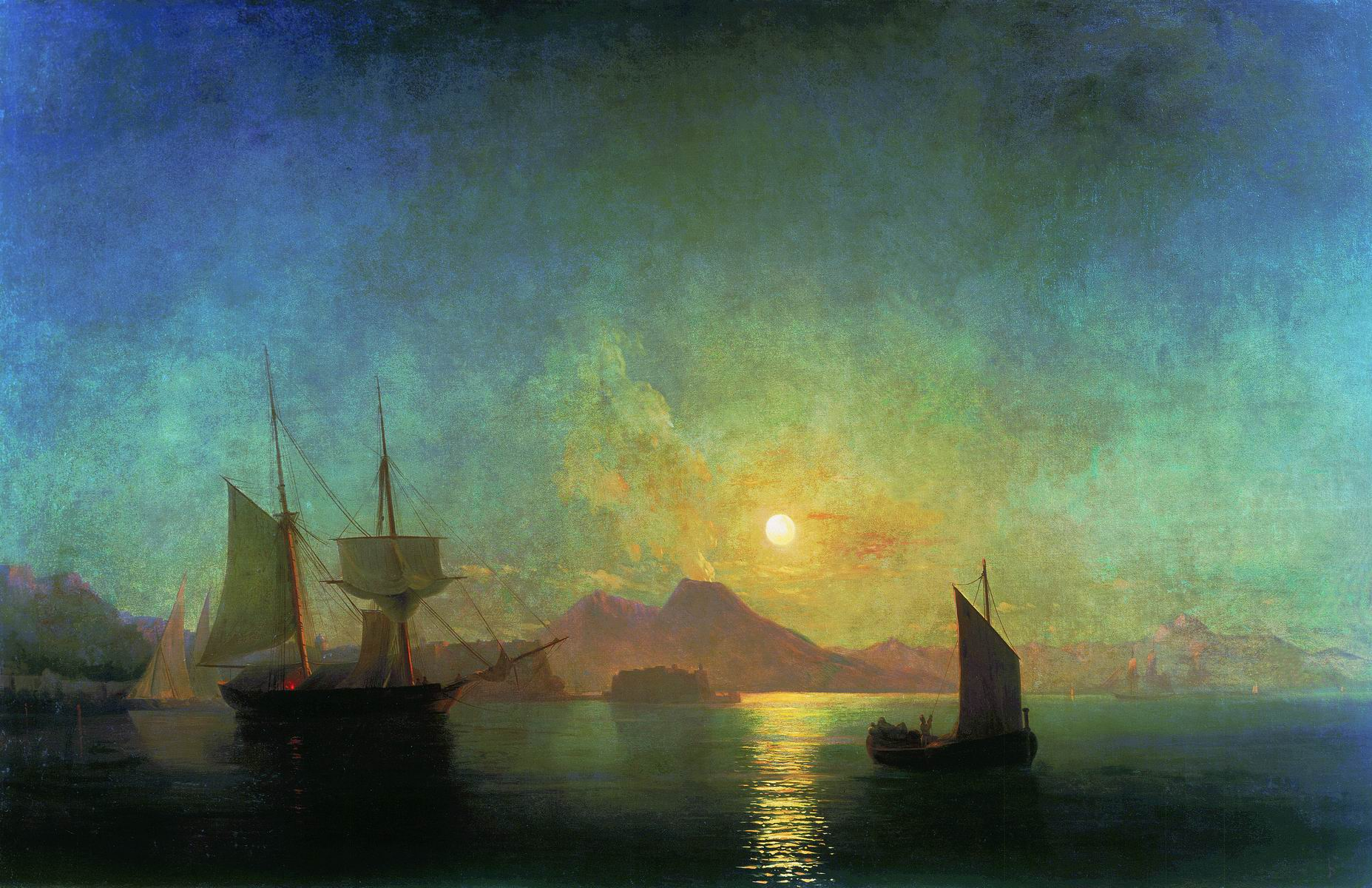
Іван Айвазовський. Вид на Везувій в місячну ніч
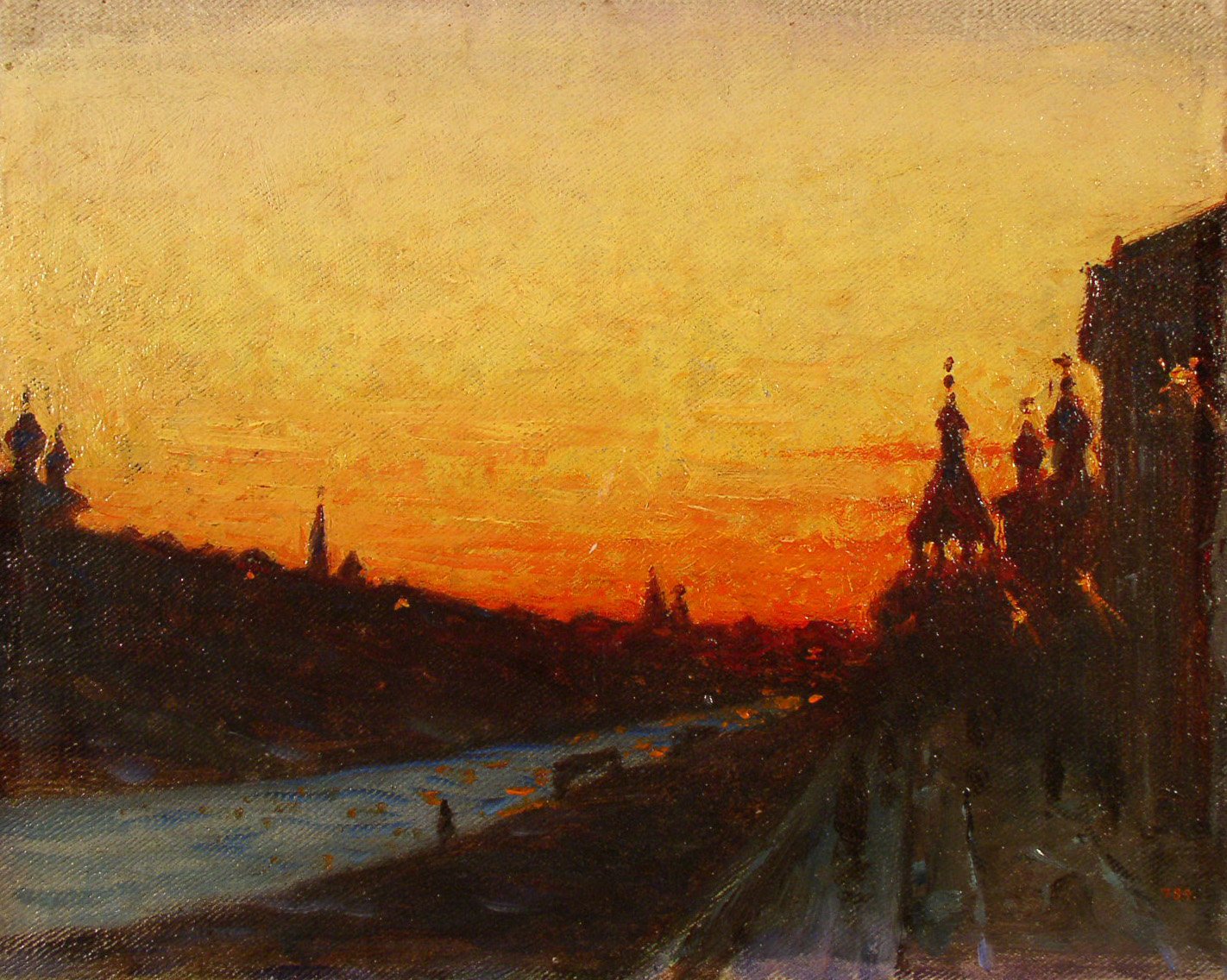
Василь Верещагін. Вологда